# CS Moulien
El Club Sportif Moulien es un equipo perteneciente a la Liga Guadalupense de Fútbol de Guadalupe, teniendo como sede la ciudad de Le Moule, fue fundado en 1931.

## Palmarés
- Liga Guadalupense de Fútbol (5): 1985, 1994, 2009, 2011, 2013
- Copa de Guadalupe (8): 1948, 1954, 1972, 1974, 2008, 2010, 2013, 2014
- Campeonato de las Antillas Francesas (2): 1947, 1955

## Actuaciones en los torneos de la CONCACAF
- Liga de Campeones de la CONCACAF: 3 apariciones

1985: tercera ronda (zona caribeña); eliminado por el  Defence Force
1986: segundad ronda (zona caribeña); eliminado por el  Trintoc
1995: ronda final; 4.º lugar. Último en la cuadrangular final ante:
- -  Saprissa
  -  Alajuelense
  -  Municipal

## Jugadores destacados
- Thomas Kevin